# Labetalol

Strukturell formel utan stereokemi

Labetalol, säljs i Sverige under namnet Trandate, är ett läkemedel som används vid hypertoni (högt blodtryck) och skiljer sig från vanliga betablockerare genom att innehålla alfa-receptorblockerare utöver de vanliga beta-receptorblockerarna. Labetalol finns som både tablett och injektionsvätska. Det är relativt vanligt att använda som intravenös injektion om blodtryck snabbt behöver sänkas.

## Biverkningar
Vanliga biverkningar är bland annat huvudvärk, yrsel, trötthet, illamående och hjärtsvikt.

## Stereokemi
Labetalol innehåller två stereogena centra och består av fyra stereoisomerer. Detta är en blandning av (R,R ), ( S,R), (R,S) - och (S,S)-formuläret:
| Stereoisomerer av Labetalol | Stereoisomerer av Labetalol |
| --------------------------- | --------------------------- |
| CAS-Nummer: 75659-07-3      | CAS-Nummer: 83167-24-2      |
| CAS-Nummer: 83167-32-2      | CAS-Nummer: 83167-31-1      |